# Deuxième district congressionnel de l'Oklahoma
Le 2e district congressionnel de l'Oklahoma est l'un des cinq districts de l'Oklahoma et couvre environ un quart de l'État à l'est. Le district borde l'Arkansas, le Kansas, le Missouri et le Texas et comprend (en tout ou en partie) un total de 24 comtés. Avec un indice CPVI de R+29, c'est le district le plus Républicain de l'Oklahoma, un État avec une délégation entièrement républicaine au Congrès.
Historiquement, le district a soutenu les démocrates conservateurs et était considéré comme un district Yellow dog Democrat. Cependant, la tendance républicaine croissante dans l’État a dépassé le district depuis le début du XXIe siècle. Lors des deux dernières élections, le candidat Républicain à la présidentielle a remporté la plus grande majorité de l'État. Les électeurs urbains représentent un tiers de la circonscription.
Le district est représenté par le Républicain Josh Brecheen, devenant ainsi le troisième Républicain à occuper ce siège depuis 1923. Brecheen a été élu pour la première fois en 2022, à la suite du départ à la retraite du Républicain sortant pour cinq mandats Markwayne Mullin, qui a été élu au Sénat des États-Unis.

## Géographie
Le district borde le Kansas au nord, le Missouri et l'Arkansas à l'est et le Texas (le long de la rivière Rouge) au sud. Il couvre tout ou partie de 26 comtés. Il comprend le reste du comté de Rogers (y compris le siège du comté de Claremore) qui n'est pas inclus dans le 1er district, puis également tous les comtés suivants : Adair, Nowata, Craig, Ottawa, Mayes, Delaware, Cherokee, Okmulgee, Muskogee, Sequoyah, Okfuskee, McIntosh, Haskell, LeFlore, Hughes, Pittsburg, Latimer, Coal, Atoka, Pushmataha, McCurtain, Choctaw, Bryan, Marshall et Johnston.
Certaines des principales villes du district comprennent Miami, Claremore, Muskogee, Tahlequah, Okmulgee, McAlester et Durant.
La moitié nord du district comprend la majeure partie de la zone de l'Oklahoma appelée Green Country, tandis que la moitié sud du district comprend une partie de l'Oklahoma souvent appelée Little Dixie. Il contient la majorité des terres des nations Choctaw et Cherokee, ainsi que des parties plus petites des nations Creek et Chickasaw.

## Histoire
Au XXe siècle, le district favorisait fortement les candidats démocrates conservateurs, n'étant représenté à la Chambre que par les démocrates de 1923 à 1994. Les tendances démocrates du district découlent en partie des schémas migratoires historiques vers l'État : la région de Little Dixie a importé les gens et la culture des États du sud comme le Mississippi après la reconstruction. Dans le passé, l'inscription des électeurs à Little Dixie atteignait jusqu'à 90 % de démocrates. De plus, les Amérindiens de la région ont tendance à voter pour les candidats démocrates et ont aidé les candidats démocrates à remporter les élections à l'échelle de l'État.
Le district est devenu Républicain pour la première fois en élisant Tom Coburn en 1994, qui a quitté le siège en raison d'un engagement auto-imposé de limitation du mandat (il a été élu au Sénat des États-Unis 4 ans plus tard). Il a été détenu par les démocrates conservateurs Brad Carson et Dan Boren de 2001 à 2012. Depuis les élections de 2012, le 2e district est républicain à tous les niveaux, y compris à la Chambre : il était représenté par Markwayne Mullin à partir de 2013. Mullin a pris ses fonctions en tant que député américain. Sénateur en 2023, il a été remplacé comme représentant du 2e district par son compatriote Républicain Josh Brecheen.
Sur le plan présidentiel, c'était la circonscription la plus performante pour les démocrates au XXe siècle ; Bill Clinton a été le dernier candidat Démocrate à la présidentielle à remporter la circonscription, l'emportant facilement en 1992 et 1996. Depuis lors, il est Républicain sûr : George W. Bush a obtenu 59 % des voix dans cette circonscription en 2004, John McCain en a obtenu 66 % en 2008, et en 2020, Donald Trump a remporté l'un des pourcentages les plus élevés pour un candidat Républicain à la présidentielle avec 76 % des voix contre seulement 22 % pour le candidat Démocrate Joe Biden. Muskogee a produit six Représentants, plus que toute autre ville du district. Tahlequah a produit trois Représentants, le deuxième plus grand nombre de toutes les villes du district.
Selon le recensement américain de 2000, le district est à 35,51 % urbain, 23,95 % de non-blancs et compte une population de 2,40 % de Latinos et 1,36 % de personnes nées à l'étranger. Le district compte un pourcentage d'Amérindiens plus élevé que tout autre district congressionnel de l'Oklahoma. Son Représentant, Josh Brecheen, est l'un des quatre Amérindiens siégeant actuellement au Congrès.

## Historique de vote
| Année | Poste     | Résultats              |
| ----- | --------- | ---------------------- |
| 2000  | Président | Bush 53,0 % – 47,0 %   |
| 2004  | Président | Bush 59,0 % – 41,0 %   |
| 2008  | Président | McCain 66,0 % – 34,0 % |
| 2012  | Président | Romney 68,0 % – 32,0 % |
| 2016  | Président | Trump 73,0 % – 23,0 %  |
| 2020  | Président | Trump 76,0 % – 22,0 %  |

## Liste des Représentants du district
| Membre                               | Parti       | Années                          | Congrès        | Histoire électorale |
| ------------------------------------ | ----------- | ------------------------------- | -------------- | --- |
| District établit le 15 novembre 1907 |             |                                 |                | |
| Elmer L. Fulton (en)                 | Démocrate   | 16 novembre 1907 - 3 mars 1909  | 60e            | Élu en 1907. Perd sa réélection. |
| Dick T. Morgan (en)                  | Républicain | 4 mars 1909 - 3 mars 1915       | 61e - 63e      | Élu en 1908. Réélu en 1910. Réélu en 1912. Redécoupage vers le 8e district. |
| William Hastings (en)                | Démocrate   | 4 mars 1915 - 3 mars 1921       | 64e - 66e      | Élu en 1914. Réélu en 1916. Réélu en 1918. Perd sa réélection. |
| Alice Robertson                      | Républicain | 4 mars 1921 - 3 mars 1923       | 67e            | Élue en 1920. Perd sa réélection. |
| William Hastings (en)                | Démocrate   | 4 mars 1923 - 3 janvier 1935    | 68e - 73e      | Élu en 1922. Réélu en 1924. Réélu en 1926. Réélu en 1928. Réélu en 1930. Réélu en 1932. Retrait. |
| John C. Nichols (en)                 | Démocrate   | 3 janvier 1935 - 3 juillet 1943 | 74e - 78e      | Élu en 1934. Réélu en 1936. Réélu en 1938. Réélu en 1940. Réélu en 1942. Démissionne pour devenir Vice-président de Transcontinental & Western Air, Inc.                                                     |
| Vacant                               | Vacant      | 3 juillet 1943 - 28 mars 1944   | 78e            | |
| William G. Stigler (en)              | Démocrate   | 28 mars 1944 - 21 août 1952     | 78e - 82e      | Élu pour terminer le mandat de Nichols. Réélu en 1944. Réélu en 1946. Réélu en 1948. Réélu en 1950. Décès.                                                                                                   |
| Vacant                               | Vacant      | 21 août 1952 - 3 janvier 1953   | 82e            | |
| Ed Edmondson (en)                    | Démocrate   | 3 janvier 1953 - 3 janvier 1973 | 83e - 92e      | Élu en 1952. Réélu en 1954. Réélu en 1956. Réélu en 1958. Réélu en 1960. Réélu en 1962. Réélu en 1964. Réélu en 1966. Réélu en 1968. Réélu en 1970. Retrait pour se présenter comme Sénateur des États-Unis. |
| Clem McSpadden (en)                  | Démocrate   | 3 janvier 1973 - 3 janvier 1975 | 93e            | Élu en 1972. Retrait pour se présenter comme Gouverneur de l'Oklahoma. |
| Ted Risenhoover (en)                 | Démocrate   | 3 janvier 1975 - 3 janvier 1979 | 94e , 95e      | Élu en 1974. Réélu en 1976. Perd sa renomination. |
| Mike Synar                           | Démocrate   | 3 janvier 1979 - 3 janvier 1995 | 96e - 103e     | Élu en 1978. Réélu en 1980. Réélu en 1982. Réélu en 1984. Réélu en 1986. Réélu en 1988. Réélu en 1990. Réélu en 1992. Perd sa renomination.                                                                  |
| Tom Coburn                           | Républicain | 3 janvier 1995 - 3 janvier 2001 | 104e - 106e    | Élu en 1994. Réélu en 1996. Réélu en 1998. Retrait pour pratiquer la médecine. |
| Brad Carson (en)                     | Démocrate   | 3 janvier 2001 - 3 janvier 2005 | 107e , 108e    | Élu en 2000. Réélu en 2002. Retrait pour se présenter comme Sénateur des États-Unis. |
| Dan Boren                            | Démocrate   | 3 janvier 2005 - 3 janvier 2013 | 109e - 112e    | Élu en 2004. Réélu en 2006. Réélu en 2008. Réélu en 2010. Retrait. |
| Markwayne Mullin                     | Républicain | 3 janvier 2013 - 3 janvier 2023 | 113e - 117e    | Élu en 2012. Réélu en 2014. Réélu en 2016. Réélu en 2018. Réélu en 2020. Retrait pour se présenter comme Sénateur des États-Unis.                                                                            |
| Josh Brecheen                        | Républicain | 3 janvier 2023 - Présent        | 113e - Présent | Élu en 2022. |

## Résultats des récentes élections
Voici les résultats des dix précédents cycles électoraux dans le district.

### 2004
| Élection de 2004 du 2e district congressionnel de l'Oklahoma | Élection de 2004 du 2e district congressionnel de l'Oklahoma | Élection de 2004 du 2e district congressionnel de l'Oklahoma | Élection de 2004 du 2e district congressionnel de l'Oklahoma | Élection de 2004 du 2e district congressionnel de l'Oklahoma |
| ------------------------------------------------------------ | ------------------------------------------------------------ | ------------------------------------------------------------ | ------------------------------------------------------------ | ------------------------------------------------------------ |
| Parti                                                        | Parti                                                        | Candidat                                                     | Votes                                                        | %                                                            |
|                                                              | Démocrate                                                    | Dan Boren                                                    | 179 579                                                      | 65,9                                                         |
|                                                              | Républicain                                                  | Wayland Smalley                                              | 92 963                                                       | 34,1                                                         |
| Total des votes                                              | Total des votes                                              | Total des votes                                              | 272 542                                                      | 100 %                                                        |
|                                                              | Les Démocrates conservent                                    |                                                              |                                                              |                                                              |

### 2006
| Élection de 2006 du 2e district congressionnel de l'Oklahoma | Élection de 2006 du 2e district congressionnel de l'Oklahoma | Élection de 2006 du 2e district congressionnel de l'Oklahoma | Élection de 2006 du 2e district congressionnel de l'Oklahoma | Élection de 2006 du 2e district congressionnel de l'Oklahoma |
| ------------------------------------------------------------ | ------------------------------------------------------------ | ------------------------------------------------------------ | ------------------------------------------------------------ | ------------------------------------------------------------ |
| Parti                                                        | Parti                                                        | Candidat                                                     | Votes                                                        | %                                                            |
|                                                              | Démocrate                                                    | Dan Boren (sortant)                                          | 122 347                                                      | 72,7                                                         |
|                                                              | Républicain                                                  | Patrick K. Miller                                            | 45 861                                                       | 27,3                                                         |
| Total des votes                                              | Total des votes                                              | Total des votes                                              | 168 208                                                      | 100 %                                                        |
|                                                              | Les Démocrates conservent                                    |                                                              |                                                              |                                                              |

### 2008
| Élection de 2008 du 2e district congressionnel de l'Oklahoma | Élection de 2008 du 2e district congressionnel de l'Oklahoma | Élection de 2008 du 2e district congressionnel de l'Oklahoma | Élection de 2008 du 2e district congressionnel de l'Oklahoma | Élection de 2008 du 2e district congressionnel de l'Oklahoma |
| ------------------------------------------------------------ | ------------------------------------------------------------ | ------------------------------------------------------------ | ------------------------------------------------------------ | ------------------------------------------------------------ |
| Parti                                                        | Parti                                                        | Candidat                                                     | Votes                                                        | %                                                            |
|                                                              | Démocrate                                                    | Dan Boren (sortant)                                          | 173 757                                                      | 70,5                                                         |
|                                                              | Républicain                                                  | Raymond J. Wickson                                           | 72 815                                                       | 29,5                                                         |
| Total des votes                                              | Total des votes                                              | Total des votes                                              | 246 572                                                      | 100 %                                                        |
|                                                              | Les Démocrates conservent                                    |                                                              |                                                              |                                                              |

### 2010
| Élection de 2010 du 2e district congressionnel de l'Oklahoma | Élection de 2010 du 2e district congressionnel de l'Oklahoma | Élection de 2010 du 2e district congressionnel de l'Oklahoma | Élection de 2010 du 2e district congressionnel de l'Oklahoma | Élection de 2010 du 2e district congressionnel de l'Oklahoma |
| ------------------------------------------------------------ | ------------------------------------------------------------ | ------------------------------------------------------------ | ------------------------------------------------------------ | ------------------------------------------------------------ |
| Parti                                                        | Parti                                                        | Candidat                                                     | Votes                                                        | %                                                            |
|                                                              | Démocrate                                                    | Dan Boren (sortant)                                          | 108 203                                                      | 56,5                                                         |
|                                                              | Républicain                                                  | Charles Thompson                                             | 83 226                                                       | 43,5                                                         |
| Total des votes                                              | Total des votes                                              | Total des votes                                              | 191 429                                                      | 100 %                                                        |
|                                                              | Les Démocrates conservent                                    |                                                              |                                                              |                                                              |

### 2012
| Élection de 2012 du 2e district congressionnel de l'Oklahoma | Élection de 2012 du 2e district congressionnel de l'Oklahoma | Élection de 2012 du 2e district congressionnel de l'Oklahoma | Élection de 2012 du 2e district congressionnel de l'Oklahoma | Élection de 2012 du 2e district congressionnel de l'Oklahoma |
| ------------------------------------------------------------ | ------------------------------------------------------------ | ------------------------------------------------------------ | ------------------------------------------------------------ | ------------------------------------------------------------ |
| Parti                                                        | Parti                                                        | Candidat                                                     | Votes                                                        | %                                                            |
|                                                              | Républicain                                                  | Markwayne Mullins                                            | 143 701                                                      | 57,3                                                         |
|                                                              | Démocrate                                                    | Rob Wallace                                                  | 96 081                                                       | 38,3                                                         |
|                                                              | Indépendant                                                  | Michael G. Fulks                                             | 10 830                                                       | 4,3                                                          |
| Total des votes                                              | Total des votes                                              | Total des votes                                              | 250 612                                                      | 100 %                                                        |
|                                                              | Les Républicains prennent aux Démocrates                     |                                                              |                                                              |                                                              |

### 2014
| Élection de 2014 du 2e district congressionnel de l'Oklahoma | Élection de 2014 du 2e district congressionnel de l'Oklahoma | Élection de 2014 du 2e district congressionnel de l'Oklahoma | Élection de 2014 du 2e district congressionnel de l'Oklahoma | Élection de 2014 du 2e district congressionnel de l'Oklahoma |
| ------------------------------------------------------------ | ------------------------------------------------------------ | ------------------------------------------------------------ | ------------------------------------------------------------ | ------------------------------------------------------------ |
| Parti                                                        | Parti                                                        | Candidat                                                     | Votes                                                        | %                                                            |
|                                                              | Républicain                                                  | Markwayne Mullins (sortant)                                  | 110 925                                                      | 70,0                                                         |
|                                                              | Démocrate                                                    | Earl Everett                                                 | 38 964                                                       | 24,6                                                         |
|                                                              | Indépendant                                                  | Jon Douthitt                                                 | 8 518                                                        | 5,4                                                          |
| Total des votes                                              | Total des votes                                              | Total des votes                                              | 158 407                                                      | 100 %                                                        |
|                                                              | Les Républicains conservent                                  |                                                              |                                                              |                                                              |

### 2016
| Élection de 2016 du 2e district congressionnel de l'Oklahoma | Élection de 2016 du 2e district congressionnel de l'Oklahoma | Élection de 2016 du 2e district congressionnel de l'Oklahoma | Élection de 2016 du 2e district congressionnel de l'Oklahoma | Élection de 2016 du 2e district congressionnel de l'Oklahoma |
| ------------------------------------------------------------ | ------------------------------------------------------------ | ------------------------------------------------------------ | ------------------------------------------------------------ | ------------------------------------------------------------ |
| Parti                                                        | Parti                                                        | Candidat                                                     | Votes                                                        | %                                                            |
|                                                              | Républicain                                                  | Markwayne Mullins (sortant)                                  | 189 839                                                      | 70,6                                                         |
|                                                              | Démocrate                                                    | Joshua Harris-Till                                           | 62 387                                                       | 23,2                                                         |
|                                                              | Indépendant                                                  | John McCarthy                                                | 16 644                                                       | 6,2                                                          |
| Total des votes                                              | Total des votes                                              | Total des votes                                              | 268 870                                                      | 100 %                                                        |
|                                                              | Les Républicains conservent                                  |                                                              |                                                              |                                                              |

### 2018
| Élection de 2018 du 2e district congressionnel de l'Oklahoma | Élection de 2018 du 2e district congressionnel de l'Oklahoma | Élection de 2018 du 2e district congressionnel de l'Oklahoma | Élection de 2018 du 2e district congressionnel de l'Oklahoma | Élection de 2018 du 2e district congressionnel de l'Oklahoma |
| ------------------------------------------------------------ | ------------------------------------------------------------ | ------------------------------------------------------------ | ------------------------------------------------------------ | ------------------------------------------------------------ |
| Parti                                                        | Parti                                                        | Candidat                                                     | Votes                                                        | %                                                            |
|                                                              | Républicain                                                  | Markwayne Mullins (sortant)                                  | 140 451                                                      | 65,0                                                         |
|                                                              | Démocrate                                                    | Jason Nichols                                                | 65 021                                                       | 30,1                                                         |
|                                                              | Indépendant                                                  | John Foreman                                                 | 6 390                                                        | 3,0                                                          |
|                                                              | Libertarien                                                  | Richard Castaldo                                             | 4 140                                                        | 1,9                                                          |
| Total des votes                                              | Total des votes                                              | Total des votes                                              | 216 002                                                      | 100 %                                                        |
|                                                              | Les Républicains conservent                                  |                                                              |                                                              |                                                              |

### 2020
| Élection de 2020 du 2e district congressionnel de l'Oklahoma | Élection de 2020 du 2e district congressionnel de l'Oklahoma | Élection de 2020 du 2e district congressionnel de l'Oklahoma | Élection de 2020 du 2e district congressionnel de l'Oklahoma | Élection de 2020 du 2e district congressionnel de l'Oklahoma |
| ------------------------------------------------------------ | ------------------------------------------------------------ | ------------------------------------------------------------ | ------------------------------------------------------------ | ------------------------------------------------------------ |
| Parti                                                        | Parti                                                        | Candidat                                                     | Votes                                                        | %                                                            |
|                                                              | Républicain                                                  | Markwayne Mullins (sortant)                                  | 216 511                                                      | 75,0                                                         |
|                                                              | Démocrate                                                    | Danyell Lanier                                               | 63 472                                                       | 22,0                                                         |
|                                                              | Libertarien                                                  | Richard Castaldo                                             | 8 544                                                        | 3,0                                                          |
| Total des votes                                              | Total des votes                                              | Total des votes                                              | 288 527                                                      | 100 %                                                        |
|                                                              | Les Républicains conservent                                  |                                                              |                                                              |                                                              |

### 2022
La Primaire Démocrate a été annulée. Naomi Andrews (D) avance vers l'Élections Générale.
| Primaire Républicaine de 2022 du 2e district congressionnel de l'Oklahoma | Primaire Républicaine de 2022 du 2e district congressionnel de l'Oklahoma | Primaire Républicaine de 2022 du 2e district congressionnel de l'Oklahoma | Primaire Républicaine de 2022 du 2e district congressionnel de l'Oklahoma | Primaire Républicaine de 2022 du 2e district congressionnel de l'Oklahoma |
| ------------------------------------------------------------------------- | ------------------------------------------------------------------------- | ------------------------------------------------------------------------- | ------------------------------------------------------------------------- | ------------------------------------------------------------------------- |
| Parti                                                                     | Parti                                                                     | Candidat                                                                  | Votes                                                                     | %                                                                         |
|                                                                           | Républicain                                                               | Avery Carl Fix                                                            | 11 336                                                                    | 14,7                                                                      |
|                                                                           | Républicain                                                               | Josh Brecheen                                                             | 10 579                                                                    | 13,8                                                                      |
|                                                                           | Républicain                                                               | Johnny Teehee                                                             | 9 963                                                                     | 12,9                                                                      |
|                                                                           | Républicain                                                               | John R. Bennett                                                           | 8 713                                                                     | 11,3                                                                      |
|                                                                           | Républicain                                                               | Guy Barker                                                                | 8 444                                                                     | 11,0                                                                      |
|                                                                           | Républicain                                                               | Marty Quinn                                                               | 5 612                                                                     | 7,3                                                                       |
|                                                                           | Républicain                                                               | Wes Nofire                                                                | 4 859                                                                     | 6,3                                                                       |
|                                                                           | Républicain                                                               | David Derby                                                               | 4 204                                                                     | 5,5                                                                       |
|                                                                           | Républicain                                                               | Chris Schiller                                                            | 4 108                                                                     | 5,3                                                                       |
|                                                                           | Républicain                                                               | Dustin Roberts                                                            | 3 746                                                                     | 4,9                                                                       |
|                                                                           | Républicain                                                               | Pamela Gordon                                                             | 2 344                                                                     | 3,0                                                                       |
|                                                                           | Républicain                                                               | Rhonda Hopkins                                                            | 1 281                                                                     | 1,7                                                                       |
|                                                                           | Républicain                                                               | Clint Johnson                                                             | 1 128                                                                     | 1,5                                                                       |
|                                                                           | Républicain                                                               | Erick Wyatt                                                               | 615                                                                       | 0,8                                                                       |

| Second Tour de la Primaire Républicaine de 2022 du 2e district congressionnel de l'Oklahoma | Second Tour de la Primaire Républicaine de 2022 du 2e district congressionnel de l'Oklahoma | Second Tour de la Primaire Républicaine de 2022 du 2e district congressionnel de l'Oklahoma | Second Tour de la Primaire Républicaine de 2022 du 2e district congressionnel de l'Oklahoma | Second Tour de la Primaire Républicaine de 2022 du 2e district congressionnel de l'Oklahoma |
| ------------------------------------------------------------------------------------------- | ------------------------------------------------------------------------------------------- | ------------------------------------------------------------------------------------------- | ------------------------------------------------------------------------------------------- | ------------------------------------------------------------------------------------------- |
| Parti                                                                                       | Parti                                                                                       | Candidat                                                                                    | Votes                                                                                       | %                                                                                           |
|                                                                                             | Républicain                                                                                 | Josh Brecheen                                                                               | 33 517                                                                                      | 52,2                                                                                        |
|                                                                                             | Républicain                                                                                 | Avery Carl Fix                                                                              | 30 686                                                                                      | 47,8                                                                                        |

| Élection de 2022 du 2e district congressionnel de l'Oklahoma | Élection de 2022 du 2e district congressionnel de l'Oklahoma | Élection de 2022 du 2e district congressionnel de l'Oklahoma | Élection de 2022 du 2e district congressionnel de l'Oklahoma | Élection de 2022 du 2e district congressionnel de l'Oklahoma |
| ------------------------------------------------------------ | ------------------------------------------------------------ | ------------------------------------------------------------ | ------------------------------------------------------------ | ------------------------------------------------------------ |
| Parti                                                        | Parti                                                        | Candidat                                                     | Votes                                                        | %                                                            |
|                                                              | Républicain                                                  | Josh Brecheen                                                | 167 843                                                      | 72,4                                                         |
|                                                              | Démocrate                                                    | Naomi Andrews                                                | 54 194                                                       | 23,4                                                         |
|                                                              | Indépendant                                                  | Ben Robinson                                                 | 9 635                                                        | 4,2                                                          |
| Total des votes                                              | Total des votes                                              | Total des votes                                              | 231 672                                                      | 100 %                                                        |
|                                                              | Les Républicains conservent                                  |                                                              |                                                              |                                                              |

### 2024
Les Primaires Républicaines et Démocrates ont été annulées. Josh Brecheen (R-Sortante) et Brandon Wade (D) avancent vers l'Élection Générale.
| Élection de 2024 du 2e district congressionnel de l'Oklahoma | Élection de 2024 du 2e district congressionnel de l'Oklahoma | Élection de 2024 du 2e district congressionnel de l'Oklahoma | Élection de 2024 du 2e district congressionnel de l'Oklahoma | Élection de 2024 du 2e district congressionnel de l'Oklahoma |
| ------------------------------------------------------------ | ------------------------------------------------------------ | ------------------------------------------------------------ | ------------------------------------------------------------ | ------------------------------------------------------------ |
| Parti                                                        | Parti                                                        | Candidat                                                     | Votes                                                        | %                                                            |
|                                                              | Républicain                                                  | Josh Brecheen (sortant)                                      | TBD                                                          | TBD                                                          |
|                                                              | Démocrate                                                    | Brandon Wade                                                 | TBD                                                          | TBD                                                          |
|                                                              | Indépendant                                                  | Ronnie Hopkins                                               | TBD                                                          | TBD                                                          |
| Total des votes                                              | Total des votes                                              | Total des votes                                              | TBD                                                          | 100 %                                                        |
|                                                              |                                                              |                                                              |                                                              |                                                              |

## Frontières historiques du district

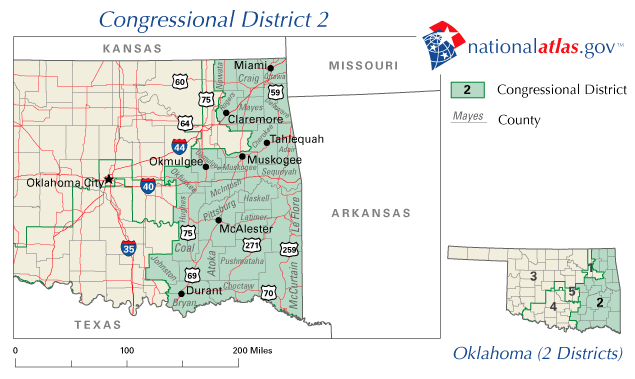
2003 - 2013

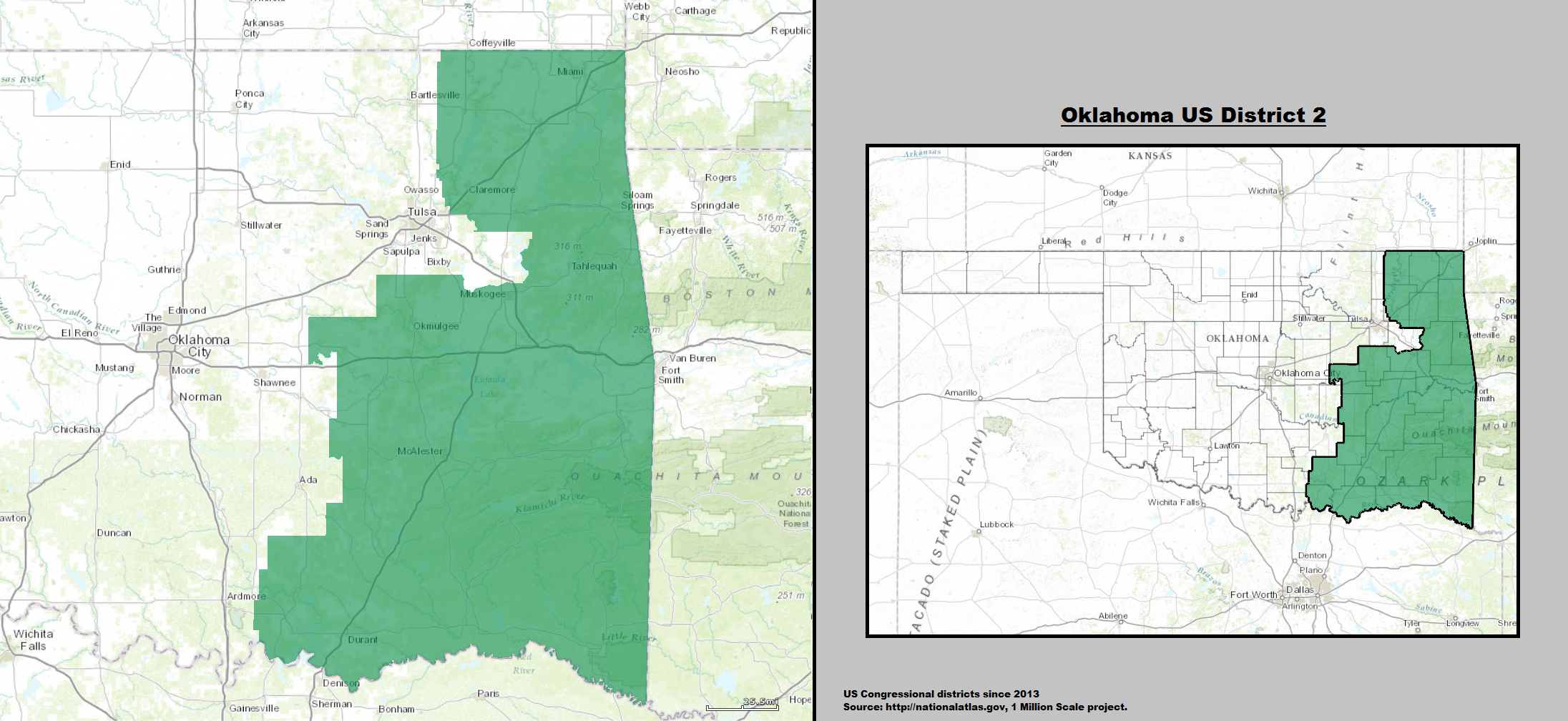
2013 - 2023